# Agnez-lès-Duisans
 Agnez-lès-Duisans  es una población y comuna francesa, situada en la región de Norte-Paso de Calais, departamento de Paso de Calais, en el distrito de Arras y cantón de Beaumetz-lès-Loges.

## Demografía
| 386 | 397 | 415 | 507 | 561 | 650 |
| Para los censos de 1962 a 1999 la población legal corresponde a la población sin duplicidades (Fuente: INSEE [Consultar]) |     |     |     |     |     |